# Мілан (жіночий футбольний клуб)
«Мілан» (повна назва — Футбольна Асоціація «Мілан», англ. L'Associazione Calcio Milan) — італійський жіночий професійний футбольний клуб з Мілана, регіон Ломбардія, заснований у 2018 році; афіліат футбольного клубу «Мілан». Виступає в Серії А, найвищому дивізіоні в системі жіночих футбольних ліг Італії. Домашні матчі проводить на стадіоні Спортивного центру «Вісмара».

## Історія
11 червня 2018 року став днем офіційного утворення жіночого футбольного клубу «Мілан». Дебютував новий клуб у Серії А у сезоні 2018/19, придбавши ліцензію у клубу «Брешія». На посаду головного тренера «Мілана» було призначено колишню італійську футболістку і членкиню Залу слави італійського футболу Кароліна Мораче. 22 вересня 2018 року «Мілан» провів свою дебютну гру в рамках Серії А, обігравши у виїзному матчі «Барі» (6:0). Першим голом «Мілана» у Серії А на 15-й хвилині зустрічі відзначилася Даніела Сабатіно. У дебютному для себе розіграші Кубка Італії 2018/19 «Мілан» дійшов до півфіналу, де поступився за сумою двох зустрічей (2:3) майбутньому володарю Кубка «Ювентусу». У чемпіонаті Італії команда посіла 3 місце, програвши в останньому турі 20 квітня 2019 року в домашньому матчі «К'єво» (1:2) і не потрапивши до кваліфікації Ліги чемпіонів УЄФА. У дебютному сезоні «Мілан» виграв 16 матчів, тричі зіграв у нічию та тричі програв, набравши в підсумку 51 очко, пропустивши вперед «Фіорентину» та переможця Серії А «Ювентус». Форвард «Мілана» Валентина Джачінті з 21 голом за підсумками сезону 2018/19 стала найкращим бомбардиром Серії А; її одноклубниця Дініела Сабатіно з 17 м'ячами стала другою.
25 червня 2019 року головним тренером жіночої футбольної команди «Мілан» був призначений Мауріціо Ганц, з яким уклали дворічний контракт. 28 серпня 2019 «Мілан» підписав гравця збірної Колумбії Леді Андраде, а новим капітаном команди було обрано Валентина Джачинті. 6 вересня 2019 року до «Мілана» перейшла півзахисник збірної ПАР Рефілоу Джейн з австралійського клубу «Канберра Юнайтед». 13 жовтня 2019 року відбувся перший в історії матч міланського дербі серед жінок між клубами «Інтернаціонале» та «Міланом» у рамках Серії А, в якому «Мілан» здобув перемогу на виїзді з рахунком 3:1. У Кубку Італії «Мілан» обіграв в 1/8 фіналу в другому міланському дербі «Інтер» (4:1), потім 8 лютого 2020 року в першому матчі 1/4 фіналу поступився «Фіорентині» (1:2), однак другий матч між командами не був зіграний і був скасований через поширення COVID-19 в Італії, відповідно розіграш Кубка Італії 2019/20 було припинено, а потім він не був дограний. 9 березня 2020 року владою Італії було припинено і чемпіонат Італії до 3 квітня 2020 року у зв'язку з поширенням COVID-19. Чемпіонат не відновився, і сезон було припинено 8 червня 2020. 25 червня 2020 року Італійська федерація футболу (ІФФ) оголосила чемпіоном «Ювентус» (для якого це скудетто стало третім виграним поспіль), а «Мілан» фінішував на 3-му місці.
5 жовтня 2020 року жіночий клуб «Мілан» уперше в історії провів матч на стадіоні «Сан-Сіро» проти «Ювентуса» в межах Серії А, в якому «червоно-чорні» поступилися з мінімальним рахунком 0:1. 6 січня 2021 року в півфіналі Суперкубка Італії 2020 «Мілан» поступився «Фіорентині» (1:2). 5 березня 2021 року головний тренер Мауріціо Ганц продовжив контракт із жіночим клубом до 2022 року. Починаючи з сезону 2019/20 клуб під керівництвом Ганца провів 36 матчів: 27 перемог, 4 нічиї та 5 поразок. На момент підписання контракту, «Мілан» поточному сезоні 2020/21 забив 83 голи при 28 пропущених і перебуває на другому місці в турнірній таблиці, маючи в активі 38 очок. 24 квітня 2021 року «Мілан» уперше в історії пробився у фінал Кубка Італії, обігравши в домашньому поєдинку 1/2 фіналу «Інтернаціонале» з рахунком 4:2. 15 травня 2021 року в матчі проти «Сассуоло» (0:0) команда гарантувала собі друге місце в Серії А і вперше в історії пробилася в європейський турнір — Лігу чемпіонів УЄФА. 23 травня 2021 року в останньому турі «Мілан» зіграв унічию з «Хеллас Верона» (2:2), фінішував на 2-му місці після «Ювентуса» з 51-м набраним очком і 16 перемогами у 22 матчах, уперше вигравши срібні медалі чемпіонату Італії. 30 травня 2021 року в дебютній грі у фіналі Кубка Італії 2021 року «Мілан» поступився «Ромі» (0:0, у серії післяматчевих пенальті 1:3).
У літнє трансферне вікно «Мілан» підписав ряд нових гравців: Гудні Арнадоттир, Джорджія Міотто, Серена Кортезі, Сара Тріге Андерсен, Ніна Штапельфельдт, Ліндсі Тома, Мерле Луїза Кіршштейн, та інших. 16 липня 2021 року в «Мілан» перейшла воротар збірної Італії та туринського «Ювентуса» Лаура Джуліані. 17 серпня 2021 року «Мілан» дебютував у єврокубках проти швейцарського «Цюриха» у півфінальному матчі групи 1 першого відбіркового раунду Ліги чемпіонів УЄФА сезону 2021/2022, здобувши першу перемогу з рахунком 2:1. Автором першого в історії голу «Мілана» в єврокубкових поєдинках стала Валентина Джачинті, яка відкрила рахунок у матчі на 33-й хвилині та відзначилася дублем на 82-й. 21 серпня 2021 року «Мілан» програв у фінальному матчі групи 1 першого відбіркового раунду німецькому «Гоффенгайму» (0:2), вибувши з євротурніру.

## Стадіон
Після того, як «Мілан» був прийнятий до Серії А, свої домашні матчі проводить на стадіоні Спортивного центру «Вісмара», який вміщує 1 200 глядачів. 5 жовтня 2020 «Мілан» уперше в історії провів матч на стадіоні «Сан-Сіро» проти «Ювентуса» в рамках Серії А, в якому «червоно-чорні» поступилися з мінімальним рахунком 0:1.

## Головні тренери
- Каролина Мораче (2018—2019)
- Маурицио Ганц (2019—)

## Сезони
| Сезон   | Дивізіон | І    | П    | Н    | П    | МЗ   | МП   | О    | М    | Кубок Італії | Ліга чемпіонів           | Ім'я                | Голи                |
| Сезон   | Ліга     | Ліга | Ліга | Ліга | Ліга | Ліга | Ліга | Ліга | Ліга | Кубок Італії | Ліга чемпіонів           | Найкращий бомбардир | Найкращий бомбардир |
| ------- | -------- | ---- | ---- | ---- | ---- | ---- | ---- | ---- | ---- | ------------ | ------------------------ | ------------------- | ------------------- |
| 2018/19 | Серія А  | 22   | 16   | 3    | 3    | 54   | 21   | 51   | 3-е  | 1/2          | -                        | Валентина Джачінті  | 23                  |
| 2019/20 | Серія А  | 15   | 11   | 2    | 2    | 35   | 15   | 35   | 3-е  | 1/4          | -                        | Валентина Джачінті  | 9                   |
| 2020/21 | Серія А  | 22   | 16   | 3    | 3    | 47   | 17   | 51   | 2-е  | фінал        | -                        | Валентина Джачінті  | 23                  |
| 2021/22 | Серія А  | 22   | 14   | 4    | 4    | 51   | 19   | 46   | 3-е  | 1/2          | перший відбірковий раунд | Ліндсі Томас        | 10                  |

1. ↑  Учтены голы во всех официальных турнирах сезона.

## Досягнення
- Серія А
  - Срібний призер: 2020/21
  - Бронзовий призер (2): 2018/19, 2019/20

- Кубок Італії
  - Фіналіст: 2020/21
  - Півфіналіст: 2018/19